# Episodi de Schlosshotel Orth (terza stagione)
La terza stagione della serie televisiva Schlosshotel Orth è stata trasmessa in anteprima in Germania dalla ZDF tra il 11 dicembre 1998 e il 26 marzo 1999.
| nº | Titolo originale    | Titolo italiano | Prima TV Germania | Prima TV Italia |
| -- | ------------------- | --------------- | ----------------- | --------------- |
| 1  | Turbulenzen         | Inedito         | 11 dicembre 1998  | Inedito         |
| 2  | Konkurrenten        | Inedito         | 18 dicembre 1998  | Inedito         |
| 3  | Feng Shui           | Inedito         | 8 gennaio 1999    | Inedito         |
| 4  | Biker               | Inedito         | 15 gennaio 1999   | Inedito         |
| 5  | Das wirkliche Leben | Inedito         | 22 gennaio 1999   | Inedito         |
| 6  | Wilde Wasser        | Inedito         | 29 gennaio 1999   | Inedito         |
| 7  | Klassentreffen      | Inedito         | 12 febbraio 1999  | Inedito         |
| 8  | Musik               | Inedito         | 19 febbraio 1999  | Inedito         |
| 9  | Der Märchenprinz    | Inedito         | 26 febbraio 1999  | Inedito         |
| 10 | Leidenschaften      | Inedito         | 5 marzo 1999      | Inedito         |
| 11 | Anglerlatein        | Inedito         | 12 marzo 1999     | Inedito         |
| 12 | Lebensbilder        | Inedito         | 19 marzo 1999     | Inedito         |
| 13 | Familiengeschichten | Inedito         | 26 marzo 1999     | Inedito         |